# پراجلاتو
پراجلاتو (به ایتالیایی: Pragelato) یک کومونه در ایتالیا است که در استان تورین واقع شده‌است.

## خصوصیات
پراجلاتو ۸۹٫۶ کیلومترمربع مساحت و ۵۳۶ نفر جمعیت دارد و ۱٬۵۱۸ متر بالاتر از سطح دریا واقع شده‌است.

## خواهرخوانده
شهر اوبر-رام‌اشتات خواهرخواندهٔ پراجلاتو هست.